# PauknAir
PauknAir, il nome commerciale di Melilla Jet, è stata una compagnia aerea regionale spagnola attiva tra il 1995 e il 1998. La compagnia operò voli tra le varie destinazioni interne in Spagna.

## Storia
PauknAir era stata fondata nel 1995 iniziando le operazioni nel settembre del 1995 con due BAe 146 operati per suo conto da PAN Air. Era posseduta a maggioranza da Paukner SA, una società spagnola operante nel settore dei viaggi, con una partecipazione del 78%; gli interessi privati con sede a Melilla, un'exclave spagnola in Nord Africa, detenevano il 20% della società, con il restante 2% detenuto dal consiglio direttivo di Melilla. La compagnia aerea forniva servizi aerei tra Melilla, Madrid e Malaga.
Nel novembre 1998 PauknAir cessò ogni attività in seguito allo schianto del volo PauknAir 4101 il 25 settembre 1998. L'incidente provocò un immediato calo del numero di passeggeri, segnandone il destino.

## Flotta
PauknAir operava con i seguenti aeromobili prima di cessare le operazioni:
- 2 British Aerospace BAe 146-100

## Incidenti

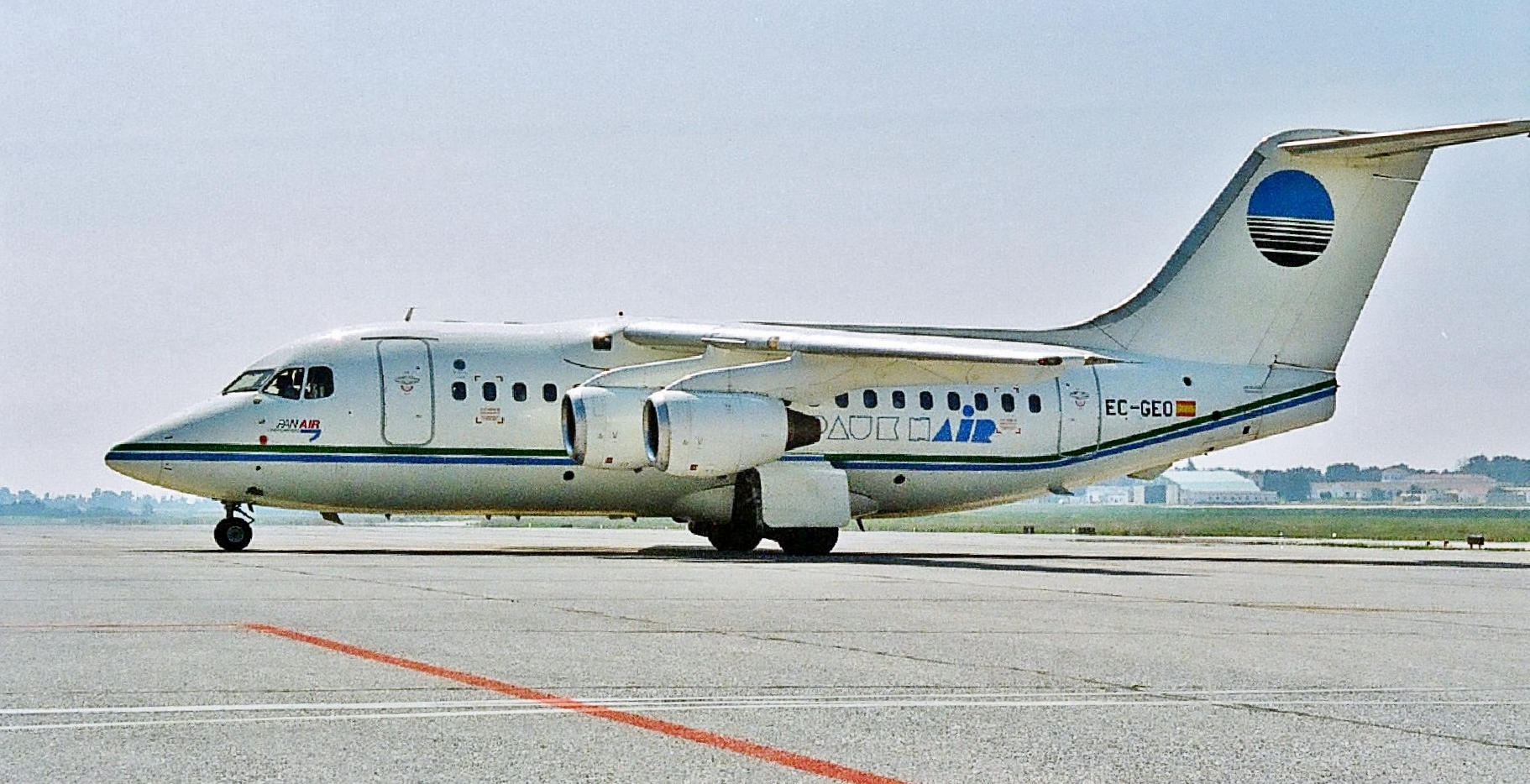
L'aereo coinvolto nell'incidente, aprile 1997, all'aeroporto di Malaga.

- 25 settembre 1998 - il volo PauknAir 4101 volò contro una collina durante l'avvicinamento a Melilla; morirono tutti i 34 passeggeri e quattro membri dell'equipaggio.[3][4]